# Gedea
Genre
Synonymes
- Meata Zabka, 1985

Gedea est un genre d'araignées aranéomorphes de la famille des Salticidae.

## Distribution
Les espèces de ce genre se rencontrent en Asie du Sud-Est et en Asie de l'Est.

## Liste des espèces
Selon World Spider Catalog (version 24.5, 12/08/2023) :
- Gedea daoxianensis Song & Gong, 1992
- Gedea flavogularis Simon, 1902
- Gedea fungiformis (Xiao & Yin, 1991)
- Gedea liangweii Wang & Li, 2023
- Gedea okinawaensis Ikeda, 2013
- Gedea pinguis Cao & Li, 2016
- Gedea sinensis Song & Chai, 1991
- Gedea tibialis Żabka, 1985
- Gedea typica (Żabka, 1985)
- Gedea unguiformis Xiao & Yin, 1991
- Gedea zabkai (Prószyński & Deeleman-Reinhold, 2010)

## Systématique et taxinomie
Ce genre a été décrit par Simon en 1902 dans les Salticidae.

## Publication originale
- Simon, 1902 : « Description d'arachnides nouveaux de la famille des Salticidae (Attidae) (suite). » Annales de la Société Entomologique de Belgique, vol. 46, p. 24-56 & 363-406 (texte intégral).